# 帕克斯電波源目錄
帕克斯電波源目錄（英語：Parkes Catalogue of Radio Sources）,又称帕克斯南天電波源目錄，是一个包含8,264个無線電波源的天體目錄。目錄收录的無線電波源大部分位於赤緯27度以南。目录主要由約翰·博爾頓和他的同事们耗费20年编纂而成。莫隆洛電波源參考目錄和斯利（英語：Slee）等人的80-MHz庫爾古拉測量都為目錄做出了貢獻。該目錄目前僅包含最初在帕克斯天文台2,700 MHz的勘測中发现的無線電波源。該目錄包含頻率範圍為80-22000MHz的無線電波源。

## 收录的部分無線電波源
- PKS 0521-365
- PKS 0637-752[3]
- PKS 1209-51/52[4]
- PKS 1302-102
- PKS 0548-322
- PKS 1727-21 (Kepler’s Supernova)
- PKS 2000-330
- PKS 2014-55
- PKS 2155-304
- PKS 2201+044[5]
- PKS-2349-014[6]
- PKS 2357+00 (PGC 1)